# FIAPF Award
O FIAPF Award é atribuído pela Federação Internacional de Associações de Produtores de Cinema (FIAPF) para uma conquista notável no cinema na região da Ásia-Pacífico. Os vencedores deste prêmio são
- 2007 George Miller, Produtor e diretor australiano
- 2008 Yash Raj Chopra, Produtor e diretor indiano
- 2009 Isao Matsuoka